# Lasioglossum fedorense
Lasioglossum fedorense är en biart som först beskrevs av Crawford 1906. Den ingår i släktet smalbin och familjen vägbin. Inga underarter finns listade i Catalogue of Life.

## Beskrivning
Ett svart, avlångt bi med svart huvud och mellankropp. Hos hanen är emellertid käkarna (mandiblerna) överläppen (labrum), munskölden (clypeus) och större delen av antennerna gula. Hanen har dessutom avlångt huvud, medan honans huvud är brett till jämnrunt. Bakkroppen är mörkbrun, med ljusare framkanter på tergiterna, segmenten på bakkroppens ovansida. Färgen på bakkroppen (inklusive de ljusare kanterna) är generellt mörkare hos hanen. De tre första tergiterna kan ibland vara orange till brunorange. Behåringen är kort och gles, utom på honans baklår, där hon har täta hårtufsar för polleninsamling. Även buken kan ha en liknande pollenkorg, men inte lika täthårig. Honan är drygt 7 mm lång, hanen mellan 5,5 och 7,5 mm.

## Ekologi
Lasioglossum fedorense föredrar sandiga habitat som bland annat prärier. Den tros vara ett solitärt bi där honan gräver ett underjordiskt bo.
Arten är polylektisk, den flyger till blommande växter ur flera olika familjer: Dunörtsväxter som nattljusarter, rosväxter som styv fingerört och hallonsläktet, kransblommiga växter som temyntor (Monarda), gurkväxter som Cucurbita foetidissima, vallmoväxter som taggvallmosläktet samt ett flertal släkten tillhöriga korgblommiga växter.

## Utbredning
Utbredningsområdet omfattar USA i ett nord-sydligt bälte från Wisconsin och Michigan i norr över Kansas, Missouri, Illinois, Indiana och Oklahoma till Texas i söder.